# Schiffall
Schiffall är ett berg i Österrike. Det ligger i distriktet Bruck-Mürzzuschlag och förbundslandet Steiermark, i den östra delen av landet, nära byn Mixnitz i Pernegg an der Mur. Toppen på Schiffall är 1 221 meter över havet.
I omgivningarna runt Schiffall finns i huvudsak blandskog och bergsängar. Schiffall bildar med Kreuzkogel (1181 meter över havet) ett dubbelberg. Toppen på Schiffall är täckt med skog medan Kreuzkogel är öppnen. En tavla på Kreuzkogel förklarer namnen av omliggande berg.